# Nowy Dwór (Nowy Kawęczyn)
Nowy Dwór (deutsch: Neuhof) ist ein Dorf in Polen, das der Gemeinde Nowy Kawęczyn (Powiat Skierniewicki) in der Woiwodschaft Łódź angehört. Es liegt im Zentrum des Landes – rund 75 Kilometer südwestlich der Landeshauptstadt Warschau.
Es liegt am Fluss Rawka.
Die erste schriftliche Erwähnung des Dorfes stammt aus der ersten Hälfte des 15. Jahrhunderts, aber die Siedlung in Nowy Dwór ist wesentlich älter.

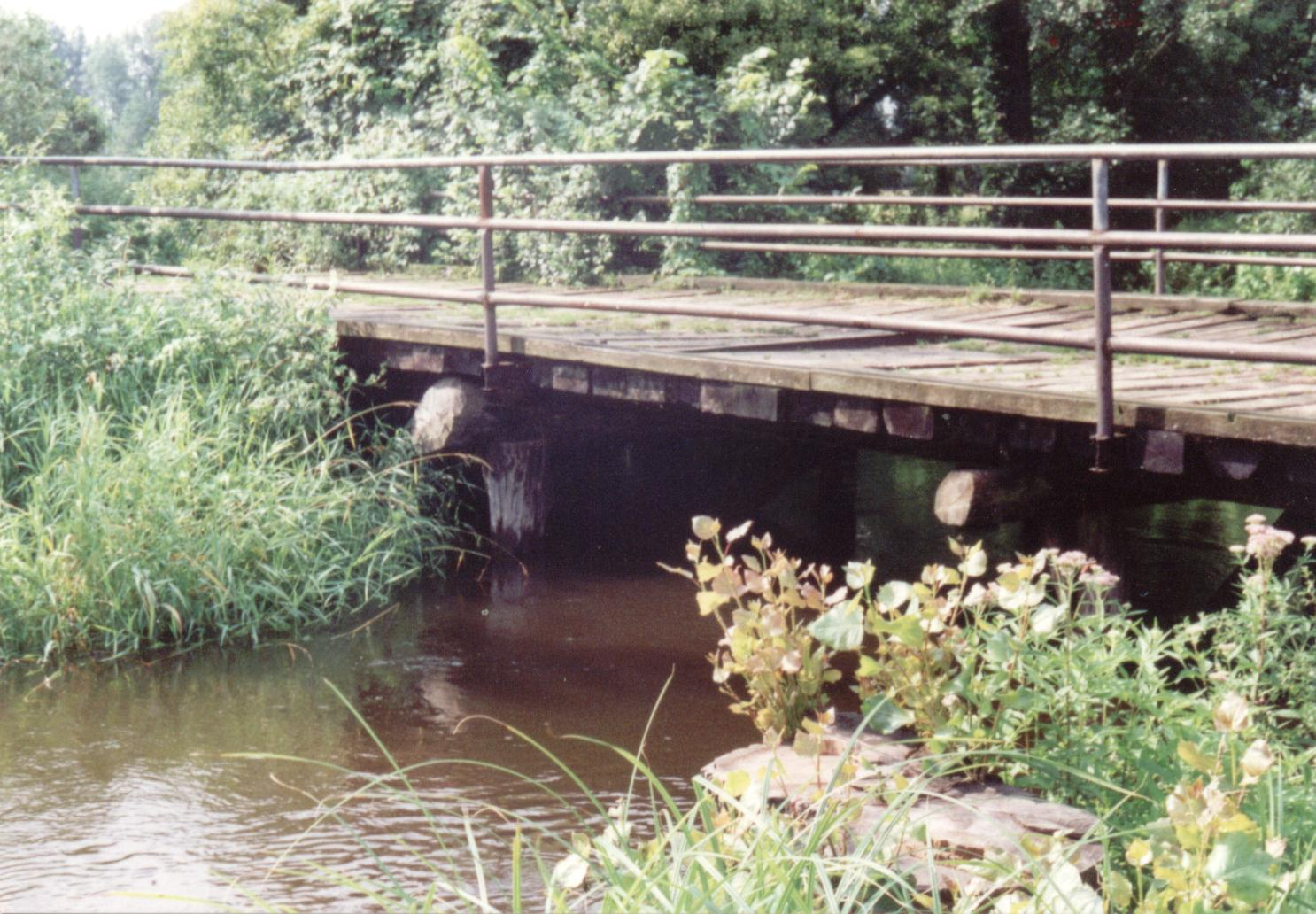
Die Brücke über den Fluss Rawka in Nowy Dwór

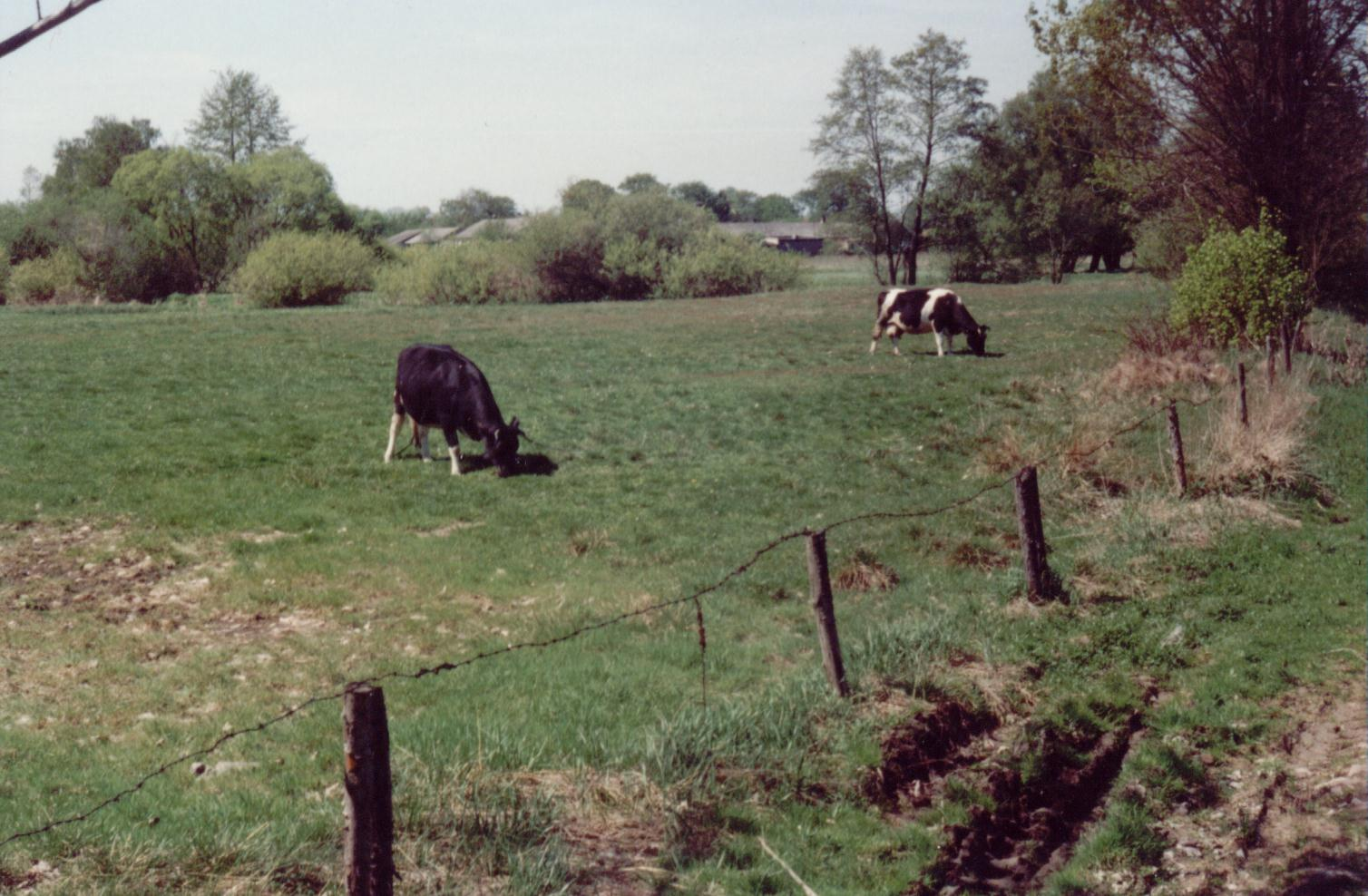
Die Weiden beim Dorf

Das Dorf hat ca. 350 Einwohner.